# Livada (Arad)
Livada (deutsch Baumgarten, ungarisch Fakért) ist eine Gemeinde im Kreis Arad im historischen Kreischgebiet in Rumänien. Zu der Gemeinde Livada gehört auch das Dorf Sânleani.

## Geografische Lage
Livada liegt am Drum național 79, 9 Kilometer von der Kreishauptstadt Arad entfernt.

## Nachbarorte
| Șofronea | Zimandu Nou                                 | Sântana   |
| Arad     | Kompassrose, die auf Nachbargemeinden zeigt | Horia     |
| Arad     | Sânleani                                    | Mândruloc |

## Geschichte
Baumgarten erhielt seinen Namen nach Andreas von Baumgartner (1793–1865), Direktor der k.k. Tabakregie, die er von 1842 bis 1848 leitete. Die Ortschaft Baumgarten wurde 1843 gegründet, als 30 deutsche Familien aus Neupanat hier angesiedelt wurden. 1846 kamen weitere 30 Familien aus Glogowatz hinzu. 1853 wurden 60 ungarische Familien im Ort angesiedelt. Die ungarische Ortsbezeichnung war Fakért (ungarisch: Fa=Baum, Holz und Kért=Garten, Obstgarten).
Am 4. Juni 1920 wurde das Banat infolge des Vertrags von Trianon dreigeteilt. Der größte, östliche Teil, zu dem auch Baumgarten gehörte, fiel an das Königreich Rumänien. Seitdem ist die amtliche Ortsbezeichnung Livada.

## Demografie
| 1880 | 2672 | 231  | 1563 | 868  | 10           |
| 1910 | 3435 | 349  | 1750 | 1299 | 37           |
| 1930 | 2372 | 106  | 897  | 1363 | 6            |
| 1977 | 3084 | 1482 | 463  | 1136 | 3            |
| 1992 | 2756 | 2287 | 378  | 82   | 9            |
| 2002 | 2892 | 2506 | 327  | 43   | 16           |
| 2021 | 3813 | 3168 | 190  | 19   | 436 (2 Roma) |